# (31598) Danielrudin
1999 FQ48 (asteroide 31598) é um asteroide da cintura principal. Possui uma excentricidade de 0.12306450 e uma inclinação de 6.49772º.
Este asteroide foi descoberto no dia 20 de março de 1999 por LINEAR em Socorro.